# アルタイール・ラモス・バルボーザ
アルタイール・ラモス・バルボーザ（Altair Ramos Barbosa、1956年10月6日 - ）は、ブラジル出身のサッカー指導者。

## 経歴
1981年、指導者のキャリアをスタートさせ、1990年より8年間サンパウロFCでフィジカルコーチを務めた。その後は日本のセレッソ大阪、アルビレックス新潟、 川崎フロンターレなどでフィジカルコーチを歴任。
2014年、ラモス瑠偉監督の下FC岐阜のフィジカルコーチに就任した。2015年シーズン終了後、退任。

## 指導歴
- 1981年 - 1986年  サンパウロFC育成 フィジカルコーチ
- 1986年 - 1990年  SCコリンチャンス・パウリスタ育成 フィジカルコーチ
- 1990年 - 1997年  サンパウロFC
- 1998年  セレッソ大阪
- 1999年  ボタフォゴFR
- 1999年  イトゥアーノFC
- 2000年  アルビレックス新潟
- 2001年  川崎フロンターレ
- 2001年 - 2002年  グアラニFC
- 2003年 - 2010年  ポン・ジ・アスーカル・エスポルテ・クルーベ
- 2011年  グレミオ・バルエリ
- 2012年 - 2013年  パウリスタFC
- 2014年 - 2015年  FC岐阜

※ 特筆なき限り、役職はフィジカルコーチ